# Den lille vampyr (animationsfilm)
Den lille vampyr  er en dansk animationsfilm fra 2017. Filmen blev instrueret af Richard Claus og Karsten Kiilerich.

## Medvirkende
- Oscar Dietz som Anton (stemme)
- Oliver Due Zhelder som Rudolf (stemme)
- Julie Bjerre som Anna (stemme)
- Andreas Jessen som Nicolas (stemme)
- Nicolaj Kopernikus som Rolf (stemme)
- Rebecca Rønde Kiilerich som Connie (stemme)
- Peter Zhelder som Thorsen (stemme)
- Nicolas Due Feit som Marvin (stemme)
- Pauline Rehne som Tysker (stemme)
- Lars Knutzon som Tysker (stemme)